# Federico Montagud Blasco
Federico Montagud Blasco, (Sollana, 1958) més conegut com a Federico de Sollana, és un ex-jugador de Pilota Valenciana, dominador de la modalitat de galotxa en els anys 80 i 90.
Amb el seu impuls es va fundar el Club de Pilota de Sollana, i va ser un destacat jugador, guanyant el Trofeu Corte Inglés en els anys 86, 89, 90, 93 i 94 i el Trofeu provincial l'any 87. Sollana és la localitat que més vegades ha aconseguit el trofeu, que als anys 90 arribà a tindre dos equips diferents d'alt nivell. Posteriorment, Federico jugaria amb l'equip de Benifaió, a categories inferiors. També jugà a Frontó, en Almussafes, i a Handbol.